# Kennebunkport

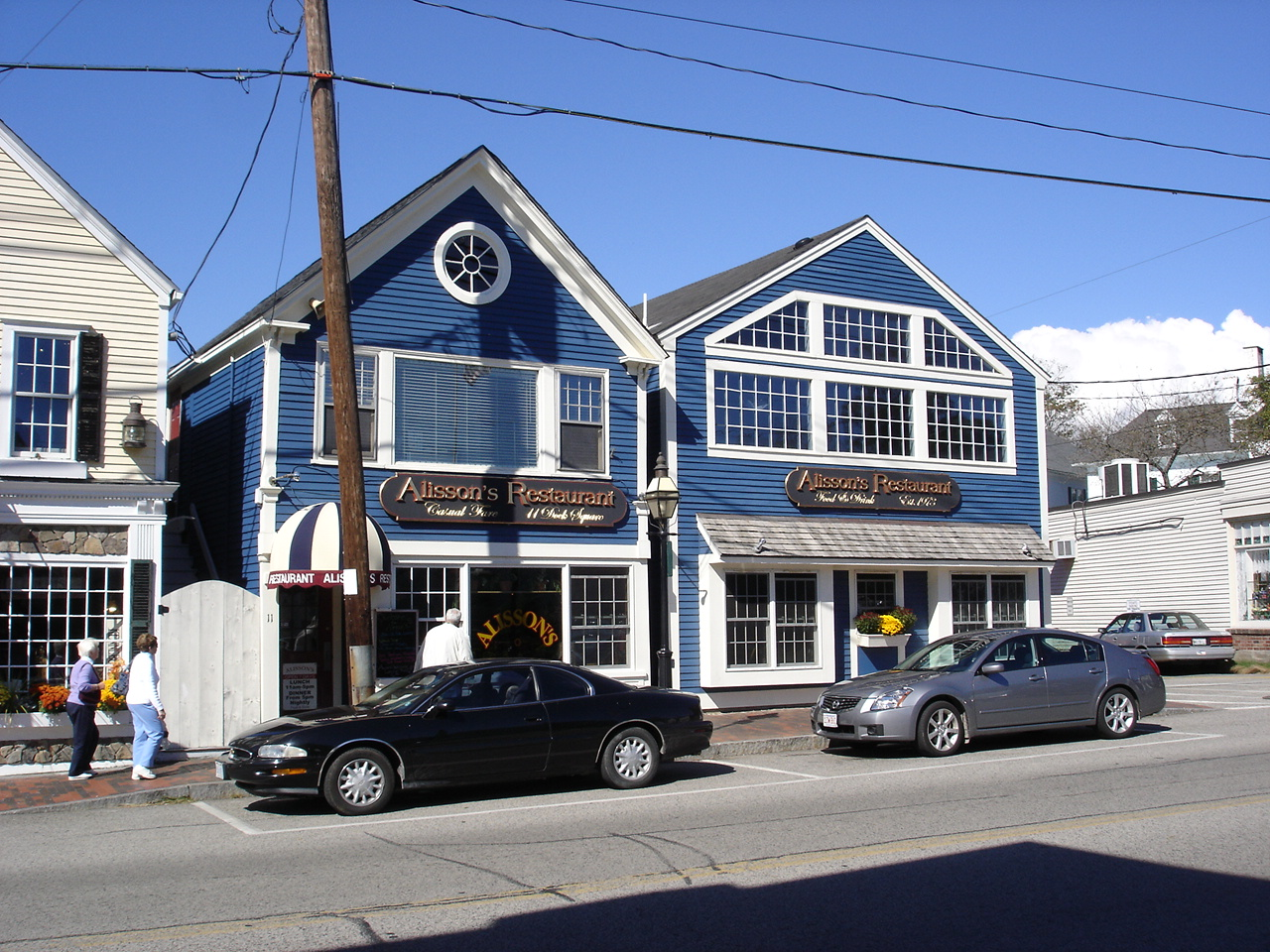
Caratteristici edifici di Kennebunkport

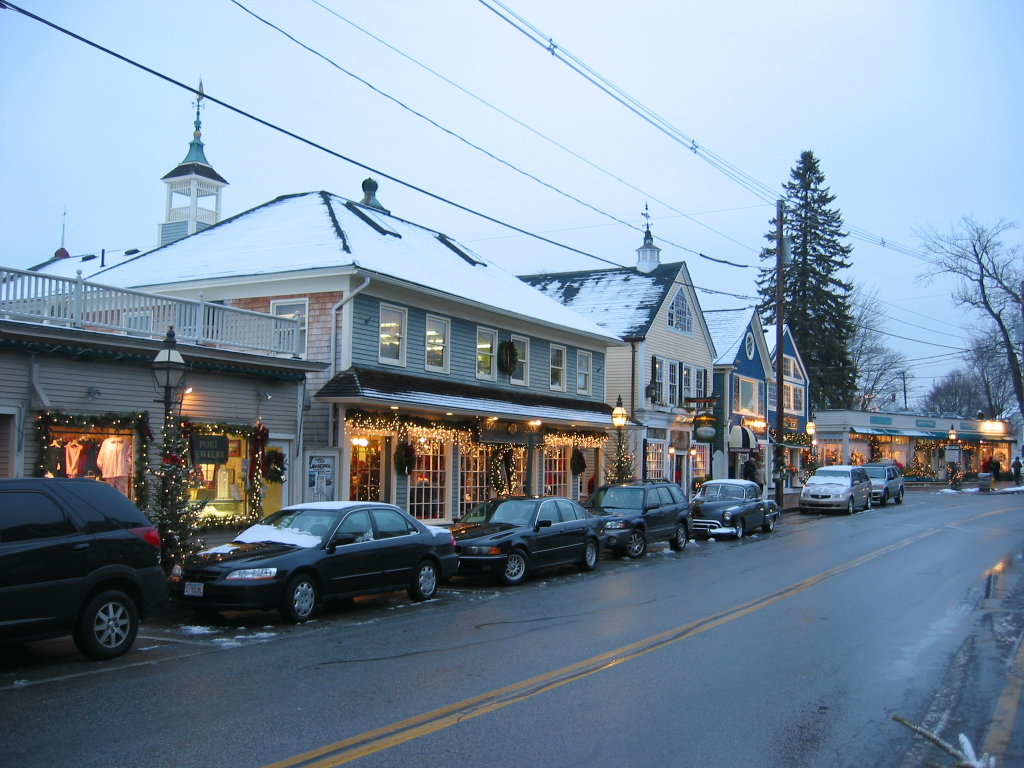
Kennebunkport durante il periodo natalizio

Kennebunkport è una località di villeggiatura della costa meridionale del Maine, nel New England (Stati Uniti d'America), facente parte della contea di York, e situata lungo l'estuario sull'Oceano Atlantico del fiume Kennebunk. Conta una popolazione pari a circa 1.200 abitanti.
La località, un tempo nota per i suoi cantieri navali, è ora un luogo di villeggiatura frequentato dalle persone abbienti. Tra i frequentatori più famosi, figura la famiglia Bush.

## Geografia fisica
Kennebunkport si trova tra Portsmouth (New Hampshire) e Portland (rispettivamente a nord della prima e a sud della seconda), a circa 7–8 km a sud-est della cittadina "gemella" di Kennebunk.

## Monumenti e luoghi d'interesse

### South Congretional Church
Tra gli edifici d'interesse di Kennebunkport, figura la South Congretional Church, risalente al 1824.

### Seashore Trolley Museum
Altro luogo d'interesse è il Seashore Trolley Museum, un museo dove sono esposti circa 200 tram.

## Società

### Evoluzione demografica
Al censimento del 2010, Kennebunkport contava una popolazione pari a 1.238 abitanti, di cui 605 erano donne e 633 erano uomini.